# 초 (십국)
초(楚, 907년~951년)는 중국 오대십국 시대 10국중 하나로 지금의 호남성, 광시 좡족 자치구 북쪽을 지배했던 나라로서 차의 교역으로 번영을 누렸다.

## 역사
시조 마은(馬殷)은 목공(木工)이란 신분에서 시작해 하남의 군웅 진종권(秦宗權)의 무장 손유(孫儒)을 따라 회하(淮河)의 주변을 전전하였고, 손유의 사후 담주(潭州;현재의 장사시)에 들어가 호남일대에 세력을 얻어 896년 호남절도사가 되었다. 그 후 광서 방면에도 세력을 뻗쳐, 907년 주전충에 의해 후량이 건국되자, 후량에 입조하여 초왕에 봉해졌다. 그 후 후량이 후당에게 멸망당하자 후당에 입조하여 역대의 왕들은 모두 중원의 오대왕조에게 신하로써 복종하였다.
이것은 군사적으로 동쪽의 오나라에 대항하기 위해서였고, 경제적으로는 특산품인 차의 교역로를 차단하지 않기 위해서였다. 당시 차는 전국에서 수요가 있었고, 북쪽의 거란 등도 귀중한 비타민의 원천으로 차를 원했다. 또한 차 이외에도 목화나 비단등의 산업을 진흥시켜, 호남-광서의 경제를 크게 육성하였다.
930년 마은이 죽자, 그의 20명 이상의 아들 사이에서 계승권 다툼이 일어났다. 결국 차남 마희성(馬希聲)이 즉위했으나 원래부터 암우(暗愚)하다는 말이 있었고, 그 평판대로 내정을 소홀히하고, 사치를 부리다 타국의 책략에 휘말려 신하를 죽이는 등의 악정을 펼쳤다.
932년 마희성이 죽고 마은의 5남 마희범(馬希範)이 뒤를 계승했다. 마희범은 마은이 싫어하던 후당에 입조하여 초왕에 봉해졌다. 그러나 그의 사치는 형을 넘어서 술자리를 좋아해, 재정을 악화시켰다.
947년 마희범이 죽고 마은의 15번째 아들 마희광(馬希廣)이 제위를 이었다. 그러나 이에 불만을 품은 배다른 형인 마희악(馬希萼)은 자립하여 스스로 왕이라 칭하고, 남당의 지원을 얻어 담주의 마희광을 공격했다. 950년 마희악의 군대는 담주를 함락하고 마희광을 살해하여 마희악이 초왕이 되었다. 그러나 마희악도 동생 마희숭(馬希崇)에게 배신당해 유폐되어 마희숭이 권력을 장악했다. 마희숭은 영내의 안정에 실패했고, 일련의 혼란을 호기로 본 남당은 초나라에 침공하여 951년 장사를 함락하고 초나라를 멸망시켰다.
마희악은 남당의 수도 금릉으로 끌려가 이곳에서 죽었다. 마희숭은 남당을 섬기는 절도사가 되었고, 남당이 후주의 공격을 받은 뒤에는 후주에게 보호를 받아 후주로부터 장군직을 하사받았다.
그 후 마희악의 무장이었던 주행봉(周行逢)이 남당의 지배를 물리치고, 956년 다시 호남을 제압했으나, 962년 아들 주보권(周保權)이 뒤를 이어받지 못하고, 부하가 반란을 일으켜 다음 해 북쪽의 송나라에게 병합되었다.

## 경제
앞서 이야기한것처럼 초나라는 차를 중심으로 교역을 벌여 번영한 상업국가였다. 차의 매매는 국가에 의해 장려되었고, 견직물 생산을 장려하였기 때문에 납세를 비단으로 대신하기도 하였다. 또한 독자적으로 국내에서만 통용된 화폐였던 연전(鉛錢)을 만들었고, 외국 화폐를 갖고 있는 것을 금지하는 등, 자산의 집중을 노렸다.

## 역대 군주
| 대수  | 시호                             | 이름           | 재위기간      |
| ----- | -------------------------------- | -------------- | ------------- |
| -     | 문숙왕 (文肅王) (초 무목왕 추숭) | 마균(馬筠)     | -             |
| -     | 장목왕 (莊穆王) (초 무목왕 추숭) | 마정(馬禎)     | -             |
| -     | 경장왕 (景莊王) (초 무목왕 추숭) | 마원(馬元)     | -             |
| 제1대 | 무목왕 (武穆王)                  | 마은(馬殷)     | 907년 ~ 930년 |
| 제2대 | 형양왕 (衡陽王)                  | 마희성(馬希聲) | 930년 ~ 932년 |
| 제3대 | 문소왕 (文昭王)                  | 마희범(馬希範) | 932년 ~ 947년 |
| 제4대 | - (폐왕<廢王>)                   | 마희광(馬希廣) | 947년 ~ 950년 |
| 제5대 | 공효왕 (恭孝王)                  | 마희악(馬希萼) | 950년 ~ 951년 |
| 제6대 | - (유왕<留王>)                   | 마희숭(馬希崇) | 951년         |